# 伊豆胡桃蛤
伊豆胡桃蛤（学名：Nucula izushotoensis），是弯锦蛤目银锦蛤科银锦蛤属的一种。主要分布于中国大陆，常栖息在水深2000-2150米软泥底。